# Pristimantis simoterus
Pristimantis simoterus es una especie de anfibio anuro de la familia Craugastoridae.

## Distribución
Esta especie es endémica de la Cordillera Central en Colombia. Habita entre los 2 700 y 4 350 m sobre el nivel del mar en los departamentos de Caldas, Risaralda y Tolima.

## Descripción
Los machos miden de 22.8 a 29.0 mm y las hembras de 32.4 a 37.1 mm.

## Publicación original
- Lynch, 1980 : New species of Eleutherodactylus of Colombia (Amphibia: Leptodactylidae). 1. Five new species from the Paramos of the Cordillera Central. Caldasia, Bogotá, vol. 13, n.º 61, p. 165-188[5]